# Estação Lagoa Grande
A Estação Lagoa Grande é uma das estações do Sistema de Trens Urbanos de Natal, situada em Ceará-Mirim, entre a Estação Ceará Mirim e a Estação Massangana. Faz parte da Linha Norte.
Atende o povoado de Lagoa Grande.